# Communauté de communes de la Sommerau
Die Communauté de communes de la Sommerau ist ein ehemaliger Zusammenschluss (Communauté de communes) der französischen Gemeinden Allenwiller, Birkenwald und Salenthal im Département Bas-Rhin. Die Organisation besteht seit dem 1. Januar 1994.
Der Gemeindeverband fusionierte mit Wirkung vom 1. Januar 2013 mit der Communauté de communes du Pays de Marmoutier und bildete dadurch die neue Communauté de communes du Pays de Marmoutier-Sommerau.